# Liste des seigneurs de la terre de Montrichard
vers 910 – 1790
La seigneurie de Montrichard est une ancienne seigneurie féodale de Touraine ayant eu Montrichard (actuel Loir-et-Cher) comme capitale.
Au XIe siècle, ce fief n’était qu’une seigneurie qui dépendait de Lisois d'Amboise, sénéchal du comte Foulques III d'Anjou. Montrichard resta dépendant de la maison d'Amboise jusqu'au XVe siècle, avant d'être intégrée au domaine royal en 1461 sous Louis XI.
Vendue successivement à des nobles locaux, la seigneurie est rachetée en 1785 par la Couronne et cédée en apanage à un cousin de Louis XVI, le duc de Penthièvre, avant que n'éclate la Révolution durant laquelle est dissoute la seigneurie.

## Liste des seigneurs

### Maison de Blois
Au début du Xe siècle, la Touraine (à laquelle Nanteuil appartient) est cédée par Hugues le Grand en faveur de Thibaud l'Ancien, alors vicomte de Tours puis également de Blois. Ce-dernier confia Nanteuil à son vassal Gelduin, chassé de Saumur, à qui il offre en contrepartie de sa perte, les abords de Pontlevoy. Néanmoins, la France se féodalise : les comtes alors alliés Thibaud Ier de Blois et Foulques II d'Anjou s'émancipent du pouvoir royal et cherchent à asseoir leur puissance sur leurs territoires. En Blésois, les Thibaldiens construisent des forteresses aux frontières, principalement au Nord du comté, sur la Loire et en Sologne, mais pas sur le Cher.
| Portrait | Seigneur                                   | Période      | Autres titres                                                             | Notes              |
| -------- | ------------------------------------------ | ------------ | ------------------------------------------------------------------------- | ------------------ |
|          | Gelduin de Saumur, dit Gelduin le Vieux    | v. 910 – ??? | Seigneur de Saumur, puis d'Amboise, de Chaumont-sur-Loire et de Pontlevoy |                    |
|          | Gelduin de Pontlevoy, dit Gelduin le Jeune | ??? – v.1110 | Seigneur de Chaumont-sur-Loire et de Pontlevoy                            | Fils du précédent. |

### Maison d'Anjou
Néanmoins, l'administration de la Touraine devient le principal désaccord entre leurs successeurs, Eudes Ier de Blois et Foulques III d'Anjou (aussi dit Foulques Nerra). Alors que le Blésois profite de l'absence de l'Angevin, alors en pèlerinage, les représailles par Foulques III lui coûtent Montrichard qui entre en période d'occupation en 1010. Le nouveau suzerain place temporairement Robert de Montrésor en tant que commandant.
| Portrait | Commandant          | Période                | Autres titres         | Notes |
| -------- | ------------------- | ---------------------- | --------------------- | ----- |
|          | Robert de Montrésor | v. 1110 – 1114 ou 1130 | Seigneur de Montrésor |       |

### Maison d'Amboise
Foulques Nerra avait d'abord confié le commandement de Montrichard à Roger de Montrésor mais, en 1014, il fit marier son sénéchal Lisois à sa parente Hersende de Buzançay, dont la dot comporte le donjon d'Amboise et la seigneurie de Montrichard. Dès lors, la maison d'Amboise gardera la main sur la cité jusqu'au milieu du XVe siècle, avec un territoire discontinu entre la Loire et le Cher, et remontant jusqu'aux actuelles Chaumont-sur-Loire et Saint-Cyr-du-Gault, créant une véritable zone tampon entre les comtés de Blois à l'est, et d'Anjou à l'ouest.
| Portrait                                    | Seigneur                                               | Période               | Autres titres | Notes |
| ------------------------------------------- | ------------------------------------------------------ | --------------------- | --- | --- |
|                                             | Lisois d'Amboise († v. 1065)                           | 1014 ou 1030 – v.1065 | Sénéchal d'Anjou et seigneur d'Amboise                                                                                    | |
|                                             | Sulpice Ier d'Amboise († 1081)                         | v.1065 – 1066         | Seigneur d'Amboise | Fils aîné du précédent, Sulpice Ier conteste l'autorité du comte Foulques IV et entre en guerre contre son suzerain. |
| Occupation par le comte Foulques IV d'Anjou |                                                        |                       | | |
|                                             | Albéric de Montrésor († ???)                           | 1066 – 1085           | Seigneur de Montrésor | Sulpice est fait otage à Tours et, Albéric de Montrésor en profita pour occuper la forteresse que jadis contrôlait son grand-père, Roger. Tout en continuant à occuper le fort de Montrichard, Albéric rendit en 1085 hommage au successeur de Sulpice Ier, le jeune Hugues Ier d'Amboise, alors encore sous la tutelle de son oncle Lisois de Verneuil.     |
|                                             | Hugues Ier d'Amboise († 1129)                          | 1085 – 1108           | Seigneur d'Amboise et de Chaumont-sur-Loire                                                                               | En 1095, Hugues Ier répond avec enthousiasme à l'appel du pape Urbain II à la Première croisade, et confie la rive gauche de la Loire (dont Chaumont-sur-Loire et Montrichard) à son beau-frère Robert de Rochecorbon. Parti aux côtés du comte Étienne II de Blois et du prince Hugues Ier de Vermandois, il participa notamment au siège de Nicée de 1097. |
| Occupation par le comte Foulques IV d'Anjou |                                                        |                       | | |
|                                             | Archambaud de Bray († ???)                             | 1108 – 1110           | | En 1108, la cité de Montrichard est reconquise par Foulques IV, qui en cède le commandement à son beau-frère, Archambaud de Bray. |
|                                             | Hugues Ier d'Amboise († 1129)                          | 1110 – 1129           | Seigneur d'Amboise et de Chaumont-sur-Loire                                                                               | L'année suivante, Foulques V succède à son père comme comte d'Anjou et restitue en 1110 la forteresse de Montrichard à Hugues Ier d'Amboise. Ce-dernier céda ses droits sur l'église de Nanteuil à l'abbaye de Pontlevoy, avant de s'engager avec son suzerain en Terre sainte. En 1131, Foulques V finit sacré roi de Jérusalem où Hugues perdit la vie.    |
|                                             | Sulpice II d'Amboise († 1153)                          | 1129 – 1153           | Seigneur d'Amboise et de Chaumont-sur-Loire                                                                               | Sous son fils, Sulpice II d'Amboise, en guerre contre tous ces voisins afin d'agrandir son territoire, Montrichard est pillée à plusieurs reprises en représailles de ses assauts. |
|                                             | Hugues II d'Amboise (1140–1201)                        | 1153 – 1188           | Seigneur d'Amboise et de Chaumont-sur-Loire                                                                               | En 1154, le suzerain d'Hugues II, le comte Henri II Plantagenêt est couronné roi d’Angleterre, intégrant de fait la cité au royaume outre-Manche. En 1188, le roi Philippe Auguste assiège la cité. |
| Occupation par le roi Philippe II Auguste   |                                                        |                       | | |
|                                             | Hugues II d'Amboise (1140–1201)                        | 1190 – 1201           | Seigneur d'Amboise et de Chaumont-sur-Loire                                                                               | Montrichard est de nouveau rendue par traité avec l'Angleterre en 1190 à Hugues II d'Amboise, qui en profite pour refortifier le château. |
|                                             | Sulpice III d'Amboise († 1218)                         | 1201 – 1218           | Seigneur d'Amboise et de Chaumont-sur-Loire                                                                               | Fils d'Hugues II, Sulpice III se détache des Plantagenêts au profit de Philippe Auguste, qui le nomme parmi les premiers chevaliers bannerets. Signe de paix avec le camp français, il se maria même avec la comtesse Élisabeth de Chartres, une des filles du comte Thibaut V de Blois.                                                                     |
|                                             | Mahaut d'Amboise († 1256)                              | 1218 – 1256           | Comtesse de Chartres, dame d'Amboise et de Chaumont-sur-Loire                                                             | De ce mariage naquit Mahaut qui réunit les domaines d'Amboise (dont Montrichard) au comté de Chartres, indépendant depuis peu du comté de Blois. |
|                                             | Jean Ier d'Amboise (1201–1274)                         | 1256 – 1274           | Seigneur d'Amboise, de Chaumont-sur-Loire et de Limeray                                                                   | Héritier de sa cousine Mahaut, sans descendance. |
|                                             | Pierre Ier d'Amboise († 1312)                          | 1274 – 1312           | Seigneur d'Amboise, de Chaumont-sur-Loire et de Limeray                                                                   | |
|                                             | Ingelger Ier d'Amboise, dit Ingelger le Grand († 1373) | 1312 – 1373           | Seigneur d'Amboise, de Chaumont-sur-Loire et de Limeray                                                                   | |
|                                             | Pierre II d'Amboise († 1426)                           | 1373 – 1426           | Seigneur d'Amboise, de Chaumont-sur-Loire et de Limeray                                                                   | |
|                                             | Louis d'Amboise (1392–1469)                            | 1426 – 1432           | Vicomte de Thouars et d'Amboise, comte de Guînes, de Marans et de l'Île de Ré, seigneur de Chaumont-sur-Loire et de Bléré | En 1429, Louis d'Amboise, alors seigneur de Montrichard et de multiples autres bourgades, s'engage dans l'assaut d'Orléans aux côtés de Jeanne d'Arc. |

Cependant, Louis meurt en 1469 sans descendants et ses domaines furent partagés : Amboise échoua à son cousin Pierre tandis que Montrichard à son gendre, Guillaume d'Harcourt, comte de Tancarville et époux de sa fille Péronnelle d'Amboise.

### Maison d'Harcourt
| Blason | Seigneur                      | Période     | Autres titres                          | Notes |
| ------ | ----------------------------- | ----------- | -------------------------------------- | ----- |
|        | Guillaume d'Harcourt († 1484) | 1432 – 1461 | Comte de Tancarville, vicomte de Melun |       |

En 1461, alors que Louis XI vient d'être tout juste couronné, Guillaume d'Harcourt est forcé d'échanger ses terres de la vallée du Cher contre la vicomté de Gournay et la Ferté-en-Bray (en Normandie, proche de son fief de Tancarville), laissant Montrichard en faveur de Pierre Bérard, seigneur de Bléré et de Chissay. Après le traumatisme de la guerre de Cent Ans, il s'agissait en réalité de la volonté du roi de réunir la seigneurie de Montrichard-Nantueil, avec celle d'Amboise, au domaine royal,,.

### Apanages
Louis XI intègre la seigneurie et le château de Montrichard au domaine royal dès 1461,,. Il en fera usage personnellement, notamment en y organisant des parties de chasse et en y célébrant les mariages de ses deux filles, en 1474 et en 1476. Le domaine ne fut concédé à un tiers sous la forme d'apanage qu'en 1514 sous Louis XII.
| Portrait                        | Seigneur                          | Période     | Autres titres                                                         | Notes |
| ------------------------------- | --------------------------------- | ----------- | --------------------------------------------------------------------- | --- |
|                                 | ???                               | 1514 – 1515 | Seigneur de Grignault                                                 | Apanagé par Louis XII. |
|                                 | Jacques de Génouillac († 1546)    | 1515 – 1546 | Sénéchal d'Armagnac                                                   | Apanagé par François Ier. |
| Retour temporaire à la Couronne |                                   |             |                                                                       | |
|                                 | Éléonore de Habsbourg (1498–1558) | 1547 – 1558 | Reine douairière de France                                            | Apanagée symboliquement par son beau-fils, le roi Henri II, après la mort de François Ier. Veuve, elle préféra cependant finir sa vie à la cour espagnole auprès de son frère, l'empereur Charles Quint. |
| Retour temporaire à la Couronne |                                   |             |                                                                       | |
|                                 | François d'Alençon (1555–1584)    | 1576 – 1584 | Duc d'Alençon, d'Anjou, de Touraine, de Brabant et de Château-Thierry | Apanagé par son frère, le roi Henri III. |

### Maison de Cheverny
| Portrait | Seigneur                     | Période     | Autres titres                                                                   | Notes |
| -------- | ---------------------------- | ----------- | ------------------------------------------------------------------------------- | --- |
|          | Philippe Hurault (1528–1599) | 1585 – 1599 | Comte de Cheverny et de Limours, Seigneur de Gallardon, d'Esclimont et d'Auneau | Après avoir récupéré le fief familial de Cheverny, le désormais comte Philippe Hurault agrandit son domaine de Montrichard ,. On lui doit la rénovation de l'hôtel de la Chancellerie. |
|          | Louis Hurault († 1639)       | 1599 – 1639 | Comte de Limours, baron d'Huriel, vicomte du Tremblay                           | Fils du précédent. |

Faute de descendants, Louis Hurault de Cheverny vendit Montrichard à la sœur de son épouse, Jeanne de Montluc, la marquise de Sourdis, épouse de Charles d'Escoubleau.

### Maison de Sourdis-Ruzé
| Portrait | Seigneur                                      | Période     | Autres titres                  | Notes |
| -------- | --------------------------------------------- | ----------- | ------------------------------ | --- |
|          | Charles d'Escoubleau de Sourdis (1588–1666)   | 1639 – 1666 | Marquis de Sourdis et d'Alluye | |
|          | Antoine II Coëffier de Ruzé (v. 1639–1719)    | 1666 – 1719 | Marquis d'Effiat               | À la mort de Charles d'Escoubleau, sa dernière fille en hérita et transmit la terre de Montrichard à son époux, Martin Coëffier Ruzé d'Effiat.                   |
|          | Angélique d'Escoubleau de Sourdis (1684–1729) | 1719 –1729  | Marquise de Chabanais          | Cependant, le marquis Antoine II Coëffier de Ruzé d'Effiat, meurt sans descendance, et Montrichard est transmis à sa cousine, Angélique d'Escoubleau de Sourdis. |

À la mort de la marquise Angélique, cette-dernière laisse Montrichard à son fils, François-Gilbert II de Colbert.

### Famille de Colbert
| Portrait | Seigneur                                    | Période     | Autres titres                            | Notes |
| -------- | ------------------------------------------- | ----------- | ---------------------------------------- | --- |
|          | François-Gilbert II de Colbert (1705–1765)  | 1729 – 1765 | Marquis de Saint-Pouange et de Chabanais | Fils d'Angélique d'Escoubleau de Sourdis. |
|          | Marie-Jeanne Colbert de Croissy (1715–1786) | 1765 – 1767 |                                          | Fille de Louis-François Colbert, chevalier de Croissy, et veuve du précédent. Ayant conservé la propriété sur Montrichard, vend son domaine au célèbre duc de Choiseul. |

### Maison de Choiseul
| Portrait | Seigneur                                 | Période     | Autres titres                                                                                  | Notes |
| -------- | ---------------------------------------- | ----------- | ---------------------------------------------------------------------------------------------- | --- |
|          | Étienne-François de Choiseul (1719–1785) | 1767 – 1785 | Duc de Stainville et d'Amboise, marquis d'Estainville et de La Bourdaisière, comte de Choiseul | Possédant également Amboise où il fit agrandir la pagode de Chanteloup, le ministre de Louis XVI cherchait à élever Amboise-Montrichard en duché-pairie, en vain. Mort endetté en 1785, le domaine est racheté par la couronne. |

### Dernier apanage
Le domaine est transmis en apanage au duc de Penthièvre et cousin de Louis XVI, Louis de Bourbon, à qui l'on doit notamment l'actuel hôtel de ville,.
| Portrait | Seigneur                                | Période     | Autres titres | Notes |
| -------- | --------------------------------------- | ----------- | --- | ----- |
|          | Louis-Jean-Marie de Bourbon (1725–1793) | 1785 – 1790 | Duc de Penthièvre, duc d'Aumale, duc de Rambouillet, duc de Gisors, duc de Châteauvillain, duc d'Arc, duc d'Amboise, comte d'Eu, seigneur du duché de Carignan |       |

### Généalogie simplifiée

#### Seigneurs héréditaires de 1030 à 1461
|  |  |  |  |  |  |  |  |  |  |                       |                       |                       |                       |                       |                       |             |             |                      |                      |                      |                      |                      |                      |                     |                     |                     |                     |                   |                   |                    |                    |                    |                    |                    |                    |                    |                    |                    |                    |  |  |  |  |  |  |
|  |  |  |  |  |  |  |  |  |  | Lisois d'Amboise      | Lisois d'Amboise      | Lisois d'Amboise      | Lisois d'Amboise      | Lisois d'Amboise      | Lisois d'Amboise      |             |             | Hersende de Buzançay | Hersende de Buzançay | Hersende de Buzançay | Hersende de Buzançay | Hersende de Buzançay | Hersende de Buzançay |                     |                     |                     |                     |                   |                   | maison Plantagenêt | maison Plantagenêt | maison Plantagenêt | maison Plantagenêt | maison Plantagenêt | maison Plantagenêt |                    |                    |                    |                    |  |  |  |  |  |  |
|  |  |  |  |  |  |  |  |  |  | Lisois d'Amboise      | Lisois d'Amboise      | Lisois d'Amboise      | Lisois d'Amboise      | Lisois d'Amboise      | Lisois d'Amboise      |             |             | Hersende de Buzançay | Hersende de Buzançay | Hersende de Buzançay | Hersende de Buzançay | Hersende de Buzançay | Hersende de Buzançay |                     |                     |                     |                     |                   |                   | maison Plantagenêt | maison Plantagenêt | maison Plantagenêt | maison Plantagenêt | maison Plantagenêt | maison Plantagenêt |                    |                    |                    |                    |  |  |  |  |  |  |
|  |  |  |  |  |  |  |  |  |  |                       |                       |                       |                       |                       |                       |             |             |                      |                      |                      |                      |                      |                      |                     |                     |                     |                     |                   |                   |                    |                    |                    |                    |                    |                    |                    |                    |                    |                    |  |  |  |  |  |  |
|  |  |  |  |  |  |  |  |  |  |                       |                       |                       |                       |                       |                       |             |             |                      |                      |                      |                      |                      |                      |                     |                     |                     |                     |                   |                   |                    |                    |                    |                    |                    |                    |                    |                    |                    |                    |  |  |  |  |  |  |
|  |  |  |  |  |  |  |  |  |  |                       |                       |                       |                       | Sulpice Ier           | Sulpice Ier           | Sulpice Ier | Sulpice Ier | Sulpice Ier          | Sulpice Ier          |                      |                      | Denise de Pontlevoy  | Denise de Pontlevoy  | Denise de Pontlevoy | Denise de Pontlevoy | Denise de Pontlevoy | Denise de Pontlevoy |                   |                   | Foulques IV        | Foulques IV        | Foulques IV        | Foulques IV        | Foulques IV        | Foulques IV        |                    |                    |                    |                    |  |  |  |  |  |  |
|  |  |  |  |  |  |  |  |  |  |                       |                       |                       |                       | Sulpice Ier           | Sulpice Ier           | Sulpice Ier | Sulpice Ier | Sulpice Ier          | Sulpice Ier          |                      |                      | Denise de Pontlevoy  | Denise de Pontlevoy  | Denise de Pontlevoy | Denise de Pontlevoy | Denise de Pontlevoy | Denise de Pontlevoy |                   |                   | Foulques IV        | Foulques IV        | Foulques IV        | Foulques IV        | Foulques IV        | Foulques IV        |                    |                    |                    |                    |  |  |  |  |  |  |
|  |  |  |  |  |  |  |  |  |  |                       |                       |                       |                       |                       |                       |             |             |                      |                      |                      |                      |                      |                      |                     |                     |                     |                     |                   |                   |                    |                    |                    |                    |                    |                    |                    |                    |                    |                    |  |  |  |  |  |  |
|  |  |  |  |  |  |  |  |  |  |                       |                       |                       |                       |                       |                       |             |             |                      |                      |                      |                      |                      |                      |                     |                     |                     |                     |                   |                   |                    |                    |                    |                    |                    |                    |                    |                    |                    |                    |  |  |  |  |  |  |
|  |  |  |  |  |  |  |  |  |  |                       |                       |                       |                       |                       |                       |             |             | Hugues Ier           | Hugues Ier           | Hugues Ier           | Hugues Ier           | Hugues Ier           | Hugues Ier           |                     |                     | Élisabeth d'Anjou   | Élisabeth d'Anjou   | Élisabeth d'Anjou | Élisabeth d'Anjou | Élisabeth d'Anjou  | Élisabeth d'Anjou  |                    |                    | Geoffroy IV        | Geoffroy IV        | Geoffroy IV        | Geoffroy IV        | Geoffroy IV        | Geoffroy IV        |  |  |  |  |  |  |
|  |  |  |  |  |  |  |  |  |  |                       |                       |                       |                       |                       |                       |             |             | Hugues Ier           | Hugues Ier           | Hugues Ier           | Hugues Ier           | Hugues Ier           | Hugues Ier           |                     |                     | Élisabeth d'Anjou   | Élisabeth d'Anjou   | Élisabeth d'Anjou | Élisabeth d'Anjou | Élisabeth d'Anjou  | Élisabeth d'Anjou  |                    |                    | Geoffroy IV        | Geoffroy IV        | Geoffroy IV        | Geoffroy IV        | Geoffroy IV        | Geoffroy IV        |  |  |  |  |  |  |
|  |  |  |  |  |  |  |  |  |  |                       |                       |                       |                       |                       |                       |             |             |                      |                      |                      |                      |                      |                      |                     |                     |                     |                     |                   |                   |                    |                    |                    |                    |                    |                    |                    |                    |                    |                    |  |  |  |  |  |  |
|  |  |  |  |  |  |  |  |  |  |                       |                       |                       |                       |                       |                       |             |             |                      |                      |                      |                      | Sulpice II           | Sulpice II           | Sulpice II          | Sulpice II          | Sulpice II          | Sulpice II          |                   |                   |                    |                    |                    |                    | maison Plantagenêt | maison Plantagenêt | maison Plantagenêt | maison Plantagenêt | maison Plantagenêt | maison Plantagenêt |  |  |  |  |  |  |
|  |  |  |  |  |  |  |  |  |  |                       |                       |                       |                       |                       |                       |             |             |                      |                      |                      |                      | Sulpice II           | Sulpice II           | Sulpice II          | Sulpice II          | Sulpice II          | Sulpice II          |                   |                   |                    |                    |                    |                    | maison Plantagenêt | maison Plantagenêt | maison Plantagenêt | maison Plantagenêt | maison Plantagenêt | maison Plantagenêt |  |  |  |  |  |  |
|  |  |  |  |  |  |  |  |  |  | maison de Blois       | maison de Blois       | maison de Blois       | maison de Blois       | maison de Blois       | maison de Blois       |             |             |                      |                      |                      |                      | Hugues II            | Hugues II            | Hugues II           | Hugues II           | Hugues II           | Hugues II           |                   |                   |                    |                    |                    |                    |                    |                    |                    |                    |                    |                    |  |  |  |  |  |  |
|  |  |  |  |  |  |  |  |  |  | maison de Blois       | maison de Blois       | maison de Blois       | maison de Blois       | maison de Blois       | maison de Blois       |             |             |                      |                      |                      |                      | Hugues II            | Hugues II            | Hugues II           | Hugues II           | Hugues II           | Hugues II           |                   |                   |                    |                    |                    |                    |                    |                    |                    |                    |                    |                    |  |  |  |  |  |  |
|  |  |  |  |  |  |  |  |  |  |                       |                       |                       |                       |                       |                       |             |             |                      |                      |                      |                      |                      |                      |                     |                     |                     |                     |                   |                   |                    |                    |                    |                    |                    |                    |                    |                    |                    |                    |  |  |  |  |  |  |
|  |  |  |  |  |  |  |  |  |  | Élisabeth de Chartres | Élisabeth de Chartres | Élisabeth de Chartres | Élisabeth de Chartres | Élisabeth de Chartres | Élisabeth de Chartres |             |             | Sulpice III          | Sulpice III          | Sulpice III          | Sulpice III          | Sulpice III          | Sulpice III          |                     |                     | Hugues III          | Hugues III          | Hugues III        | Hugues III        | Hugues III         | Hugues III         |                    |                    |                    |                    |                    |                    |                    |                    |  |  |  |  |  |  |
|  |  |  |  |  |  |  |  |  |  | Élisabeth de Chartres | Élisabeth de Chartres | Élisabeth de Chartres | Élisabeth de Chartres | Élisabeth de Chartres | Élisabeth de Chartres |             |             | Sulpice III          | Sulpice III          | Sulpice III          | Sulpice III          | Sulpice III          | Sulpice III          |                     |                     | Hugues III          | Hugues III          | Hugues III        | Hugues III        | Hugues III         | Hugues III         |                    |                    |                    |                    |                    |                    |                    |                    |  |  |  |  |  |  |
|  |  |  |  |  |  |  |  |  |  |                       |                       |                       |                       |                       |                       |             |             |                      |                      |                      |                      |                      |                      |                     |                     |                     |                     |                   |                   |                    |                    |                    |                    |                    |                    |                    |                    |                    |                    |  |  |  |  |  |  |
|  |  |  |  |  |  |  |  |  |  |                       |                       |                       |                       | Mahaut                | Mahaut                | Mahaut      | Mahaut      | Mahaut               | Mahaut               |                      |                      |                      |                      |                     |                     | Jean Ier            | Jean Ier            | Jean Ier          | Jean Ier          | Jean Ier           | Jean Ier           |                    |                    |                    |                    |                    |                    |                    |                    |  |  |  |  |  |  |
|  |  |  |  |  |  |  |  |  |  |                       |                       |                       |                       | Mahaut                | Mahaut                | Mahaut      | Mahaut      | Mahaut               | Mahaut               |                      |                      |                      |                      |                     |                     | Jean Ier            | Jean Ier            | Jean Ier          | Jean Ier          | Jean Ier           | Jean Ier           |                    |                    |                    |                    |                    |                    |                    |                    |  |  |  |  |  |  |
|  |  |  |  |  |  |  |  |  |  |                       |                       |                       |                       |                       |                       |             |             |                      |                      |                      |                      |                      |                      |                     |                     | Jean II             |                     |                   |                   |                    |                    |                    |                    |                    |                    |                    |                    |                    |                    |  |  |  |  |  |  |
|  |  |  |  |  |  |  |  |  |  |                       |                       |                       |                       |                       |                       |             |             |                      |                      |                      |                      |                      |                      |                     |                     |                     |                     |                   |                   |                    |                    |                    |                    |                    |                    |                    |                    |                    |                    |  |  |  |  |  |  |
|  |  |  |  |  |  |  |  |  |  |                       |                       |                       |                       |                       |                       |             |             |                      |                      |                      |                      |                      |                      |                     |                     |                     |                     |                   |                   |                    |                    |                    |                    |                    |                    |                    |                    |                    |                    |  |  |  |  |  |  |
|  |  |  |  |  |  |  |  |  |  |                       |                       |                       |                       |                       |                       |             |             |                      |                      |                      |                      | Pierre Ier           | Pierre Ier           | Pierre Ier          | Pierre Ier          | Pierre Ier          | Pierre Ier          |                   |                   | Hugues V           | Hugues V           | Hugues V           | Hugues V           | Hugues V           | Hugues V           |                    |                    |                    |                    |  |  |  |  |  |  |
|  |  |  |  |  |  |  |  |  |  |                       |                       |                       |                       |                       |                       |             |             |                      |                      |                      |                      | Pierre Ier           | Pierre Ier           | Pierre Ier          | Pierre Ier          | Pierre Ier          | Pierre Ier          |                   |                   | Hugues V           | Hugues V           | Hugues V           | Hugues V           | Hugues V           | Hugues V           |                    |                    |                    |                    |  |  |  |  |  |  |
|  |  |  |  |  |  |  |  |  |  |                       |                       |                       |                       |                       |                       |             |             |                      |                      |                      |                      | Ingelger Ier         |                      |                     |                     |                     |                     |                   |                   |                    |                    |                    |                    |                    |                    |                    |                    |                    |                    |  |  |  |  |  |  |
|  |  |  |  |  |  |  |  |  |  |                       |                       |                       |                       |                       |                       |             |             |                      |                      |                      |                      |                      |                      |                     |                     |                     |                     |                   |                   |                    |                    |                    |                    |                    |                    |                    |                    |                    |                    |  |  |  |  |  |  |
|  |  |  |  |  |  |  |  |  |  |                       |                       |                       |                       |                       |                       |             |             |                      |                      |                      |                      |                      |                      |                     |                     |                     |                     |                   |                   |                    |                    |                    |                    |                    |                    |                    |                    |                    |                    |  |  |  |  |  |  |
|  |  |  |  |  |  |  |  |  |  |                       |                       |                       |                       |                       |                       |             |             | Pierre II            | Pierre II            | Pierre II            | Pierre II            | Pierre II            | Pierre II            |                     |                     | Ingelger II         | Ingelger II         | Ingelger II       | Ingelger II       | Ingelger II        | Ingelger II        |                    |                    |                    |                    |                    |                    |                    |                    |  |  |  |  |  |  |
|  |  |  |  |  |  |  |  |  |  |                       |                       |                       |                       |                       |                       |             |             | Pierre II            | Pierre II            | Pierre II            | Pierre II            | Pierre II            | Pierre II            |                     |                     | Ingelger II         | Ingelger II         | Ingelger II       | Ingelger II       | Ingelger II        | Ingelger II        |                    |                    |                    |                    |                    |                    |                    |                    |  |  |  |  |  |  |
|  |  |  |  |  |  |  |  |  |  |                       |                       |                       |                       |                       |                       |             |             |                      |                      |                      |                      |                      |                      |                     |                     | Louis               |                     |                   |                   |                    |                    |                    |                    |                    |                    |                    |                    |                    |                    |  |  |  |  |  |  |
|  |  |  |  |  |  |  |  |  |  |                       |                       |                       |                       |                       |                       |             |             |                      |                      |                      |                      |                      |                      |                     |                     |                     |                     |                   |                   |                    |                    |                    |                    |                    |                    |                    |                    |                    |                    |  |  |  |  |  |  |
|  |  |  |  |  |  |  |  |  |  |                       |                       |                       |                       |                       |                       |             |             |                      |                      |                      |                      |                      |                      |                     |                     |                     |                     |                   |                   |                    |                    |                    |                    |                    |                    |                    |                    |                    |                    |  |  |  |  |  |  |
|  |  |  |  |  |  |  |  |  |  |                       |                       |                       |                       |                       |                       |             |             | Guillaume d'Harcourt | Guillaume d'Harcourt | Guillaume d'Harcourt | Guillaume d'Harcourt | Guillaume d'Harcourt | Guillaume d'Harcourt |                     |                     | Péronelle           | Péronelle           | Péronelle         | Péronelle         | Péronelle          | Péronelle          |                    |                    |                    |                    |                    |                    |                    |                    |  |  |  |  |  |  |
|  |  |  |  |  |  |  |  |  |  |                       |                       |                       |                       |                       |                       |             |             | Guillaume d'Harcourt | Guillaume d'Harcourt | Guillaume d'Harcourt | Guillaume d'Harcourt | Guillaume d'Harcourt | Guillaume d'Harcourt |                     |                     | Péronelle           | Péronelle           | Péronelle         | Péronelle         | Péronelle          | Péronelle          |                    |                    |                    |                    |                    |                    |                    |                    |  |  |  |  |  |  |
|  |  |  |  |  |  |  |  |  |  |                       |                       |                       |                       |                       |                       |             |             |                      |                      |                      |                      |                      |                      |                     |                     |                     |                     |                   |                   |                    |                    |                    |                    |                    |                    |                    |                    |                    |                    |  |  |  |  |  |  |
|  |  |  |  |  |  |  |  |  |  |                       |                       |                       |                       |                       |                       |             |             |                      |                      |                      |                      | maison d'Harcourt    |                      |                     |                     |                     |                     |                   |                   |                    |                    |                    |                    |                    |                    |                    |                    |                    |                    |  |  |  |  |  |  |

#### Seigneurs héréditaires de 1585 à 1767
|  |  |  |  |  |  |  |  |  |  |                              |                              |                              |                              |                              |                              |  |  |                                  |                                  |                                  |                                  |                                      |                                      |                                      |                                      |                                      |                                      |                                  |                                  |                                  |                                  |  |  |                                     |                                     |                                     |                                     |                                     |                                     |                                |                                |                                        |                                        |                                        |                                        |                                        |                                        |  |  |                                 |                                 |                                   |                                   |                                   |                                   |                                   |                                   |  |  |  |  |  |  |  |  |  |  |  |  |  |  |
|  |  |  |  |  |  |  |  |  |  |                              |                              |                              |                              |                              |                              |  |  |                                  |                                  |                                  |                                  |                                      |                                      |                                      |                                      |                                      |                                      |                                  |                                  |                                  |                                  |  |  |                                     |                                     |                                     |                                     |                                     |                                     |                                |                                |                                        |                                        |                                        |                                        | Oudard Ier Colbert                     |                                        |  |  |                                 |                                 |                                   |                                   |                                   |                                   |                                   |                                   |  |  |  |  |  |  |  |  |  |  |  |  |  |  |
|  |  |  |  |  |  |  |  |  |  |                              |                              |                              |                              |                              |                              |  |  |                                  |                                  |                                  |                                  |                                      |                                      |                                      |                                      |                                      |                                      |                                  |                                  |                                  |                                  |  |  |                                     |                                     |                                     |                                     |                                     |                                     |                                |                                |                                        |                                        |                                        |                                        |                                        |                                        |  |  |                                 |                                 |                                   |                                   |                                   |                                   |                                   |                                   |  |  |  |  |  |  |  |  |  |  |  |  |  |  |
|  |  |  |  |  |  |  |  |  |  |                              |                              |                              |                              |                              |                              |  |  |                                  |                                  |                                  |                                  |                                      |                                      |                                      |                                      |                                      |                                      |                                  |                                  |                                  |                                  |  |  |                                     |                                     |                                     |                                     |                                     |                                     |                                |                                |                                        |                                        |                                        |                                        |                                        |                                        |  |  |                                 |                                 |                                   |                                   |                                   |                                   |                                   |                                   |  |  |  |  |  |  |  |  |  |  |  |  |  |  |
|  |  |  |  |  |  |  |  |  |  |                              |                              |                              |                              |                              |                              |  |  |                                  |                                  |                                  |                                  |                                      |                                      |                                      |                                      |                                      |                                      |                                  |                                  |                                  |                                  |  |  |                                     |                                     |                                     |                                     |                                     |                                     |                                |                                | Oudard II Colbert                      | Oudard II Colbert                      | Oudard II Colbert                      | Oudard II Colbert                      | Oudard II Colbert                      | Oudard II Colbert                      |  |  |                                 |                                 | Jehan Colbert                     | Jehan Colbert                     | Jehan Colbert                     | Jehan Colbert                     | Jehan Colbert                     | Jehan Colbert                     |  |  |  |  |  |  |  |  |  |  |  |  |  |  |
|  |  |  |  |  |  |  |  |  |  |                              |                              |                              |                              |                              |                              |  |  |                                  |                                  |                                  |                                  |                                      |                                      |                                      |                                      |                                      |                                      |                                  |                                  |                                  |                                  |  |  |                                     |                                     |                                     |                                     |                                     |                                     |                                |                                | Oudard II Colbert                      | Oudard II Colbert                      | Oudard II Colbert                      | Oudard II Colbert                      | Oudard II Colbert                      | Oudard II Colbert                      |  |  |                                 |                                 | Jehan Colbert                     | Jehan Colbert                     | Jehan Colbert                     | Jehan Colbert                     | Jehan Colbert                     | Jehan Colbert                     |  |  |  |  |  |  |  |  |  |  |  |  |  |  |
|  |  |  |  |  |  |  |  |  |  | Philippe Hurault de Cheverny | Philippe Hurault de Cheverny | Philippe Hurault de Cheverny | Philippe Hurault de Cheverny | Philippe Hurault de Cheverny | Philippe Hurault de Cheverny |  |  |                                  |                                  |                                  |                                  | François Ier d'Escoubleau de Sourdis | François Ier d'Escoubleau de Sourdis | François Ier d'Escoubleau de Sourdis | François Ier d'Escoubleau de Sourdis | François Ier d'Escoubleau de Sourdis | François Ier d'Escoubleau de Sourdis |                                  |                                  |                                  |                                  |  |  |                                     |                                     |                                     |                                     |                                     |                                     |                                |                                | Madeleine Colbert                      | Madeleine Colbert                      | Madeleine Colbert                      | Madeleine Colbert                      | Madeleine Colbert                      | Madeleine Colbert                      |  |  |                                 |                                 |                                   |                                   |                                   |                                   |                                   |                                   |  |  |  |  |  |  |  |  |  |  |  |  |  |  |
|  |  |  |  |  |  |  |  |  |  | Philippe Hurault de Cheverny | Philippe Hurault de Cheverny | Philippe Hurault de Cheverny | Philippe Hurault de Cheverny | Philippe Hurault de Cheverny | Philippe Hurault de Cheverny |  |  |                                  |                                  |                                  |                                  | François Ier d'Escoubleau de Sourdis | François Ier d'Escoubleau de Sourdis | François Ier d'Escoubleau de Sourdis | François Ier d'Escoubleau de Sourdis | François Ier d'Escoubleau de Sourdis | François Ier d'Escoubleau de Sourdis |                                  |                                  |                                  |                                  |  |  |                                     |                                     |                                     |                                     |                                     |                                     |                                |                                | Madeleine Colbert                      | Madeleine Colbert                      | Madeleine Colbert                      | Madeleine Colbert                      | Madeleine Colbert                      | Madeleine Colbert                      |  |  |                                 |                                 |                                   |                                   |                                   |                                   |                                   |                                   |  |  |  |  |  |  |  |  |  |  |  |  |  |  |
|  |  |  |  |  |  |  |  |  |  |                              |                              |                              |                              |                              |                              |  |  |                                  |                                  |                                  |                                  |                                      |                                      |                                      |                                      |                                      |                                      |                                  |                                  |                                  |                                  |  |  |                                     |                                     |                                     |                                     |                                     |                                     |                                |                                |                                        |                                        |                                        |                                        |                                        |                                        |  |  |                                 |                                 |                                   |                                   |                                   |                                   |                                   |                                   |  |  |  |  |  |  |  |  |  |  |  |  |  |  |
|  |  |  |  |  |  |  |  |  |  | Louis Hurault de Cheverny    | Louis Hurault de Cheverny    | Louis Hurault de Cheverny    | Louis Hurault de Cheverny    | Louis Hurault de Cheverny    | Louis Hurault de Cheverny    |  |  | Isabelle d'Escoubleau de Sourdis | Isabelle d'Escoubleau de Sourdis | Isabelle d'Escoubleau de Sourdis | Isabelle d'Escoubleau de Sourdis | Isabelle d'Escoubleau de Sourdis     | Isabelle d'Escoubleau de Sourdis     |                                      |                                      | Charles d'Escoubleau de Sourdis      | Charles d'Escoubleau de Sourdis      | Charles d'Escoubleau de Sourdis  | Charles d'Escoubleau de Sourdis  | Charles d'Escoubleau de Sourdis  | Charles d'Escoubleau de Sourdis  |  |  | Suzanne de Monluc-Chabanais         | Suzanne de Monluc-Chabanais         | Suzanne de Monluc-Chabanais         | Suzanne de Monluc-Chabanais         | Suzanne de Monluc-Chabanais         | Suzanne de Monluc-Chabanais         |                                |                                | Jean-Baptiste Colbert de Saint-Pouange | Jean-Baptiste Colbert de Saint-Pouange | Jean-Baptiste Colbert de Saint-Pouange | Jean-Baptiste Colbert de Saint-Pouange | Jean-Baptiste Colbert de Saint-Pouange | Jean-Baptiste Colbert de Saint-Pouange |  |  |                                 |                                 | Nicolas Colbert de Vandières      | Nicolas Colbert de Vandières      | Nicolas Colbert de Vandières      | Nicolas Colbert de Vandières      | Nicolas Colbert de Vandières      | Nicolas Colbert de Vandières      |  |  |  |  |  |  |  |  |  |  |  |  |  |  |
|  |  |  |  |  |  |  |  |  |  | Louis Hurault de Cheverny    | Louis Hurault de Cheverny    | Louis Hurault de Cheverny    | Louis Hurault de Cheverny    | Louis Hurault de Cheverny    | Louis Hurault de Cheverny    |  |  | Isabelle d'Escoubleau de Sourdis | Isabelle d'Escoubleau de Sourdis | Isabelle d'Escoubleau de Sourdis | Isabelle d'Escoubleau de Sourdis | Isabelle d'Escoubleau de Sourdis     | Isabelle d'Escoubleau de Sourdis     |                                      |                                      | Charles d'Escoubleau de Sourdis      | Charles d'Escoubleau de Sourdis      | Charles d'Escoubleau de Sourdis  | Charles d'Escoubleau de Sourdis  | Charles d'Escoubleau de Sourdis  | Charles d'Escoubleau de Sourdis  |  |  | Suzanne de Monluc-Chabanais         | Suzanne de Monluc-Chabanais         | Suzanne de Monluc-Chabanais         | Suzanne de Monluc-Chabanais         | Suzanne de Monluc-Chabanais         | Suzanne de Monluc-Chabanais         |                                |                                | Jean-Baptiste Colbert de Saint-Pouange | Jean-Baptiste Colbert de Saint-Pouange | Jean-Baptiste Colbert de Saint-Pouange | Jean-Baptiste Colbert de Saint-Pouange | Jean-Baptiste Colbert de Saint-Pouange | Jean-Baptiste Colbert de Saint-Pouange |  |  |                                 |                                 | Nicolas Colbert de Vandières      | Nicolas Colbert de Vandières      | Nicolas Colbert de Vandières      | Nicolas Colbert de Vandières      | Nicolas Colbert de Vandières      | Nicolas Colbert de Vandières      |  |  |  |  |  |  |  |  |  |  |  |  |  |  |
|  |  |  |  |  |  |  |  |  |  |                              |                              |                              |                              |                              |                              |  |  |                                  |                                  |                                  |                                  |                                      |                                      |                                      |                                      |                                      |                                      |                                  |                                  |                                  |                                  |  |  |                                     |                                     |                                     |                                     |                                     |                                     |                                |                                |                                        |                                        |                                        |                                        |                                        |                                        |  |  |                                 |                                 |                                   |                                   |                                   |                                   |                                   |                                   |  |  |  |  |  |  |  |  |  |  |  |  |  |  |
|  |  |  |  |  |  |  |  |  |  |                              |                              |                              |                              |                              |                              |  |  |                                  |                                  |                                  |                                  |                                      |                                      |                                      |                                      |                                      |                                      |                                  |                                  |                                  |                                  |  |  |                                     |                                     |                                     |                                     |                                     |                                     |                                |                                |                                        |                                        |                                        |                                        |                                        |                                        |  |  |                                 |                                 |                                   |                                   |                                   |                                   |                                   |                                   |  |  |  |  |  |  |  |  |  |  |  |  |  |  |
|  |  |  |  |  |  |  |  |  |  |                              |                              |                              |                              |                              |                              |  |  | Martin Coëffier Ruzé d'Effiat    | Martin Coëffier Ruzé d'Effiat    | Martin Coëffier Ruzé d'Effiat    | Martin Coëffier Ruzé d'Effiat    | Martin Coëffier Ruzé d'Effiat        | Martin Coëffier Ruzé d'Effiat        |                                      |                                      | Isabelle d'Escoubleau de Sourdis     | Isabelle d'Escoubleau de Sourdis     | Isabelle d'Escoubleau de Sourdis | Isabelle d'Escoubleau de Sourdis | Isabelle d'Escoubleau de Sourdis | Isabelle d'Escoubleau de Sourdis |  |  | François II d'Escoubleau de Sourdis | François II d'Escoubleau de Sourdis | François II d'Escoubleau de Sourdis | François II d'Escoubleau de Sourdis | François II d'Escoubleau de Sourdis | François II d'Escoubleau de Sourdis |                                |                                | Gilbert Colbert de Saint-Pouange       | Gilbert Colbert de Saint-Pouange       | Gilbert Colbert de Saint-Pouange       | Gilbert Colbert de Saint-Pouange       | Gilbert Colbert de Saint-Pouange       | Gilbert Colbert de Saint-Pouange       |  |  |                                 |                                 | Charles Colbert de Croissy        | Charles Colbert de Croissy        | Charles Colbert de Croissy        | Charles Colbert de Croissy        | Charles Colbert de Croissy        | Charles Colbert de Croissy        |  |  |  |  |  |  |  |  |  |  |  |  |  |  |
|  |  |  |  |  |  |  |  |  |  |                              |                              |                              |                              |                              |                              |  |  | Martin Coëffier Ruzé d'Effiat    | Martin Coëffier Ruzé d'Effiat    | Martin Coëffier Ruzé d'Effiat    | Martin Coëffier Ruzé d'Effiat    | Martin Coëffier Ruzé d'Effiat        | Martin Coëffier Ruzé d'Effiat        |                                      |                                      | Isabelle d'Escoubleau de Sourdis     | Isabelle d'Escoubleau de Sourdis     | Isabelle d'Escoubleau de Sourdis | Isabelle d'Escoubleau de Sourdis | Isabelle d'Escoubleau de Sourdis | Isabelle d'Escoubleau de Sourdis |  |  | François II d'Escoubleau de Sourdis | François II d'Escoubleau de Sourdis | François II d'Escoubleau de Sourdis | François II d'Escoubleau de Sourdis | François II d'Escoubleau de Sourdis | François II d'Escoubleau de Sourdis |                                |                                | Gilbert Colbert de Saint-Pouange       | Gilbert Colbert de Saint-Pouange       | Gilbert Colbert de Saint-Pouange       | Gilbert Colbert de Saint-Pouange       | Gilbert Colbert de Saint-Pouange       | Gilbert Colbert de Saint-Pouange       |  |  |                                 |                                 | Charles Colbert de Croissy        | Charles Colbert de Croissy        | Charles Colbert de Croissy        | Charles Colbert de Croissy        | Charles Colbert de Croissy        | Charles Colbert de Croissy        |  |  |  |  |  |  |  |  |  |  |  |  |  |  |
|  |  |  |  |  |  |  |  |  |  |                              |                              |                              |                              |                              |                              |  |  |                                  |                                  |                                  |                                  |                                      |                                      |                                      |                                      |                                      |                                      |                                  |                                  |                                  |                                  |  |  |                                     |                                     |                                     |                                     |                                     |                                     |                                |                                |                                        |                                        |                                        |                                        |                                        |                                        |  |  |                                 |                                 |                                   |                                   |                                   |                                   |                                   |                                   |  |  |  |  |  |  |  |  |  |  |  |  |  |  |
|  |  |  |  |  |  |  |  |  |  |                              |                              |                              |                              |                              |                              |  |  |                                  |                                  |                                  |                                  | Antoine II Coëffier de Ruzé d'Effiat | Antoine II Coëffier de Ruzé d'Effiat | Antoine II Coëffier de Ruzé d'Effiat | Antoine II Coëffier de Ruzé d'Effiat | Antoine II Coëffier de Ruzé d'Effiat | Antoine II Coëffier de Ruzé d'Effiat |                                  |                                  |                                  |                                  |  |  | Angélique d'Escoubleau de Sourdis   | Angélique d'Escoubleau de Sourdis   | Angélique d'Escoubleau de Sourdis   | Angélique d'Escoubleau de Sourdis   | Angélique d'Escoubleau de Sourdis   | Angélique d'Escoubleau de Sourdis   |                                |                                | François-Gilbert Ier de Colbert        | François-Gilbert Ier de Colbert        | François-Gilbert Ier de Colbert        | François-Gilbert Ier de Colbert        | François-Gilbert Ier de Colbert        | François-Gilbert Ier de Colbert        |  |  |                                 |                                 | Louis-François Colbert de Croissy | Louis-François Colbert de Croissy | Louis-François Colbert de Croissy | Louis-François Colbert de Croissy | Louis-François Colbert de Croissy | Louis-François Colbert de Croissy |  |  |  |  |  |  |  |  |  |  |  |  |  |  |
|  |  |  |  |  |  |  |  |  |  |                              |                              |                              |                              |                              |                              |  |  |                                  |                                  |                                  |                                  | Antoine II Coëffier de Ruzé d'Effiat | Antoine II Coëffier de Ruzé d'Effiat | Antoine II Coëffier de Ruzé d'Effiat | Antoine II Coëffier de Ruzé d'Effiat | Antoine II Coëffier de Ruzé d'Effiat | Antoine II Coëffier de Ruzé d'Effiat |                                  |                                  |                                  |                                  |  |  | Angélique d'Escoubleau de Sourdis   | Angélique d'Escoubleau de Sourdis   | Angélique d'Escoubleau de Sourdis   | Angélique d'Escoubleau de Sourdis   | Angélique d'Escoubleau de Sourdis   | Angélique d'Escoubleau de Sourdis   |                                |                                | François-Gilbert Ier de Colbert        | François-Gilbert Ier de Colbert        | François-Gilbert Ier de Colbert        | François-Gilbert Ier de Colbert        | François-Gilbert Ier de Colbert        | François-Gilbert Ier de Colbert        |  |  |                                 |                                 | Louis-François Colbert de Croissy | Louis-François Colbert de Croissy | Louis-François Colbert de Croissy | Louis-François Colbert de Croissy | Louis-François Colbert de Croissy | Louis-François Colbert de Croissy |  |  |  |  |  |  |  |  |  |  |  |  |  |  |
|  |  |  |  |  |  |  |  |  |  |                              |                              |                              |                              |                              |                              |  |  |                                  |                                  |                                  |                                  |                                      |                                      |                                      |                                      |                                      |                                      |                                  |                                  |                                  |                                  |  |  |                                     |                                     |                                     |                                     |                                     |                                     |                                |                                |                                        |                                        |                                        |                                        |                                        |                                        |  |  |                                 |                                 |                                   |                                   |                                   |                                   |                                   |                                   |  |  |  |  |  |  |  |  |  |  |  |  |  |  |
|  |  |  |  |  |  |  |  |  |  |                              |                              |                              |                              |                              |                              |  |  |                                  |                                  |                                  |                                  |                                      |                                      |                                      |                                      |                                      |                                      |                                  |                                  |                                  |                                  |  |  |                                     |                                     |                                     |                                     | François-Gilbert II de Colbert      | François-Gilbert II de Colbert      | François-Gilbert II de Colbert | François-Gilbert II de Colbert | François-Gilbert II de Colbert         | François-Gilbert II de Colbert         |                                        |                                        |                                        |                                        |  |  | Marie-Jeanne Colbert de Croissy | Marie-Jeanne Colbert de Croissy | Marie-Jeanne Colbert de Croissy   | Marie-Jeanne Colbert de Croissy   | Marie-Jeanne Colbert de Croissy   | Marie-Jeanne Colbert de Croissy   |                                   |                                   |  |  |  |  |  |  |  |  |  |  |  |  |  |  |
|  |  |  |  |  |  |  |  |  |  |                              |                              |                              |                              |                              |                              |  |  |                                  |                                  |                                  |                                  |                                      |                                      |                                      |                                      |                                      |                                      |                                  |                                  |                                  |                                  |  |  |                                     |                                     |                                     |                                     | François-Gilbert II de Colbert      | François-Gilbert II de Colbert      | François-Gilbert II de Colbert | François-Gilbert II de Colbert | François-Gilbert II de Colbert         | François-Gilbert II de Colbert         |                                        |                                        |                                        |                                        |  |  | Marie-Jeanne Colbert de Croissy | Marie-Jeanne Colbert de Croissy | Marie-Jeanne Colbert de Croissy   | Marie-Jeanne Colbert de Croissy   | Marie-Jeanne Colbert de Croissy   | Marie-Jeanne Colbert de Croissy   |                                   |                                   |  |  |  |  |  |  |  |  |  |  |  |  |  |  |
|  |  |  |  |  |  |  |  |  |  |                              |                              |                              |                              |                              |                              |  |  |                                  |                                  |                                  |                                  |                                      |                                      |                                      |                                      |                                      |                                      |                                  |                                  |                                  |                                  |  |  |                                     |                                     |                                     |                                     |                                     |                                     |                                |                                |                                        |                                        |                                        |                                        |                                        |                                        |  |  |                                 |                                 |                                   |                                   |                                   |                                   |                                   |                                   |  |  |  |  |  |  |  |  |  |  |  |  |  |  |

### Continuité
Le décret de l'Assemblée nationale du 12 novembre 1789 décrète qu'« il y aura une municipalité dans chaque ville, bourg, paroisse ou communauté de campagne », mais ce n'est qu'avec le décret de la Convention nationale du 10 brumaire an II (31 octobre 1793) que la seigneurie de Montrichard devient formellement « commune de Montrichard ».
Entre 1789 et 2016, l'administration de la commune était assurée par le maire de Montrichard.
Depuis 2016 et la création de la commune nouvelle de Montrichard Val de Cher, l'administration dépend aujourd'hui du maire délégué de Montrichard et du maire de Montrichard Val de Cher, qui siègent à l'hôtel de ville de Montrichard.